# Фатмір Сейдіу
Фатмір Сейдіу (алб. Fatmir Sejdiu; нар. 23 жовтня 1951) — косовський політик та правник, лідер Демократичної ліги Косова, другий президент Республіки Косово. Був змушений піти у відставку за рішенням Конституційного суду Косова, який визнав суміщення посади президента із посадою лідера партії неконституційним. Після відставки Сейдіу виконувачем обов'язків президента став Якуп Краснічі.

## Біографія
Початкову та середню освіту здобував у Подуєві. 1974 року закінчив факультет права Університету Приштини. У 1974—1975 роках працював журналістом, а потім був прийнятий на посаду асистента на факультеті права Університету Приштини, де згодом здобув докторський ступінь. Пізніше став професором факультету права та політичних наук в Університеті Приштини. У червні 2006 року отримав звання почесного доктора Університету Тирани.
1989 року став одним із засновників Демократичної ліги Косова, 1992 року став членом її президії, а за два роки — генеральним секретарем. На парламентських виборах 2001 року виборов мандат депутата в Асамблеї Косова та став членом її Президії. На виборах 2004 року був переобраний.
Після смерті Ібрагіма Ругови, лідера Демократичною ліги Косова, Сейдіу висунули кандидатом у президенти замість нього. 10 лютого 2006 року парламент обрав його на посаду голови держави. 9 січня 2008 був переобраний на другий термін. Вийшов у відставку у вересні 2010 року за рішенням Конституційного суду.
Фатмір Сейдіу одружений і має трьох дітей. Володіє албанською, сербською, англійською та французькою мовами.